# Principia Ethica
Principia Ethica est un ouvrage de philosophie morale de George Edward Moore publié en 1903. Il constitue l'une des œuvres majeures de la philosophie morale du XXe siècle, particulièrement dans le monde anglo-saxon. Le seul traducteur français est M. G. Gouverneur ; Ruwen Ogien a assuré la révision de l’ouvrage. L’édition comporte deux inédits de Moore : « Free Will » et le premier chapitre d’« Ethics ».

« Everything is what it is, and not another thing. »

— Évêque Joseph Butler, Devise du Principia Ethica de G. E. Moore,, 1903.

## Contenu
L'ouvrage de Moore est composé de six chapitres et 135 paragraphes.
Le premier chapitre, "Le sujet de l'éthique" avance que l'objet de l'éthique scientifique est le prédicat "bon". Ce prédicat est simple, indéfinissable et inanalysable. À la différence d'un concept complexe comme "cheval", des concepts simples comme "jaune" ou "bien" ne peuvent pas être définis mais servent à définir d'autres termes complexes. Jaune et bien peuvent être définis verbalement, c'est-à-dire qu'on peut expliquer ce qu'on a coutume de désigner par ces mots mais on ne peut pas définir réellement ce qu'est le bien.
Le "sophisme naturaliste" consiste à définir le bien à partir d'une autre notion comme le plaisir ou le désir de désirer.
Les jugements éthiques sont de deux sortes : ou bien ils attribuent une valeur intrinsèque à un objet, ou bien ils relient causalement un objet à un autre objet auquel on a attribué une valeur intrinsèque. Cette distinction recoupe ce qu'on appelle le bien comme fin et le bien comme moyen. Pour Moore cette distinction est capitale et les réflexions éthiques ne doivent jamais confondre les deux questions. Ce n'est pas le même problème de se demander si quelque chose est intrinsèquement bon ou s'il provoque des choses intrinsèquement bonnes.

## Influence de l’œuvre
Ce texte a particulièrement influencé le Bloomsbury Group, « nébuleuse insaisissable » de talents avant la Première Guerre mondiale. Il les unifiait autour de « l’éthique intuitionniste » : le « sens du beau est une voie privilégiée pour la morale ».

## Postérité
Considéré comme un chef-d’œuvre à l’intérêt « historique », G. E. Moore y tente un examen « radical de révision et de refondation en philosophie morale ».